# Amtliche Basiskarte NRW
Die Amtliche Basiskarte NRW (ABK NRW oder nur ABK) ist eine Übersichtskarte, die eine Verbindung zwischen der großmaßstäbigen Liegenschaftskarte und der Topographischen Karte 1:25000 (TK25) herstellt. Die ABK wird auch unter den topographischen Karten eingeordnet.

## Karteninhalt
Zu den wesentlichen Inhalten der Karte gehören: Gebäude, Gebäudenutzung, Straßen, Wege, Bodennutzung, Böschungen und Beschriftungen. Die Ausgabe der ABK erfolgt mit oder ohne Höhenlinien, digital oder als Druck in den Maßstäben 1:2500, 1:5000 und 1:10000. Als digitale Formate werden die Normbasierte Austauschschnittstelle (NAS) und Grafikformate wie z. B. TIFF oder JPEG unterstützt.

## Einführung
Mit der Einführung des Amtlichen Liegenschaftskatasterinformationssystems (ALKIS) durch die Vermessungs- und Katasterämter werden derzeit die Automatisierte Liegenschaftskarte (ALK) und das Automatisierte Liegenschaftsbuch (ALB) zusammengeführt. Mit dieser Einführung soll in Nordrhein-Westfalen (NRW) auch die Deutsche Grundkarte 1:5000 (DGK5) bzw. die Digitale Grundkarte (DGK) in die ABK überführt werden. Aktuell wird die DGK5 nur noch in Nordrhein-Westfalen, Bremen und im Saarland gepflegt. Eine Weiterentwicklung der DGK5 ist die DGK. Die Unterschiede bestehen hauptsächlich in der Datenhaltung. Die DGK wird nicht – wie die DGK5 – als eigenständiges Kartenwerk geführt, sondern aus der ALK abgeleitet. Das bedeutet, dass für die DGK Vektordaten vorliegen. Gegenüber Rasterdaten bzw. analogen Daten haben Vektordaten den Vorteil, dass sie leichter zu pflegen sind und zusätzliche Informationen (Attribute) enthalten können. Im Vergleich zu Rasterdaten ist die Datenmenge von Vektordaten auch wesentlich geringer.

## Weiterentwicklung

Übersicht Modellarten und Profile in der ALKIS-Verfahrenslösung

Eine Weiterentwicklung der DGK ist die ABK. Unterschiede bestehen in der Datenhaltung und in der Kartendarstellung. So ist z. B. der Farbdruck seit der Einführung der DGK5 wesentlich günstiger geworden. Diese preisliche Entwicklung hat dazu geführt, dass es eine farbige Ausgabe der ABK gibt, und zwar als Standardausgabe. Diese neue Farbenvielfalt bietet eine Menge an neuen Darstellungsmöglichkeiten, um z. B. das Kartenbild zu verbessern oder zu vereinfachen. So entfiel beispielsweise durch den Einsatz von Farben die Gebäudeschraffur. Die ABK wird wie die DGK aus der Liegenschaftskarte abgeleitet. Der Unterschied besteht darin, dass die Daten nicht mehr über die ALK, sondern über ALKIS verwaltet werden. In der Karte lassen sich recht schnell Änderungen in der Darstellung sowie auch bei der Beschriftung feststellen. Mehr Details zur Kartendarstellung sind dem ALKIS-Signaturenkatalog NRW (SK-NRW) zu entnehmen.

## Datenerhebung
Das Vermessungs- und Katastergesetz (VermKatG NRW) regelt die „Erhebung, Führung und Bereitstellung der Daten der Landesvermessung und des Liegenschaftskatasters“. Die Erhebung, Führung und Bereitstellung der Liegenschaftskarte, die zur Ableitung der ABK notwendig ist, ist somit per Gesetz vorgeschrieben. Die Einführung einer Kartenausgabe in Form der ABK wurde im Pflichtenheft NRW - ALKIS festgelegt. Die nebenstehende Abbildung zeigt welche ALKIS-Ausgaben es standardmäßig in NRW nach der Einführung von ALKIS geben soll.
In der Abbildung lässt zusätzlich erkennen, dass die ABK eine spezielle Kartenausgabe in NRW ist. Die bundesweit standardisierten Ausgaben sind mit AdV (Arbeitsgemeinschaft der Vermessungsverwaltungen der Länder der Bundesrepublik Deutschland) gekennzeichnet.